# Malmön, Sotenäs kommun
Malmön, med postadressen Bohus-Malmön, är en ö och ort, i Sotenäs kommun i Bohuslän och kyrkbyn i Malmöns socken.  Huvuddelen av öns invånare bor i tätorten som också kallas Fiskeläget, som från 2015 åter av SCB räknas som en tätort. Vid småortsavgränsningarna 2005 och 2010 räknades orten som småort, eftersom mer än hälften av husen användes som fritidsbostäder.

## Historia

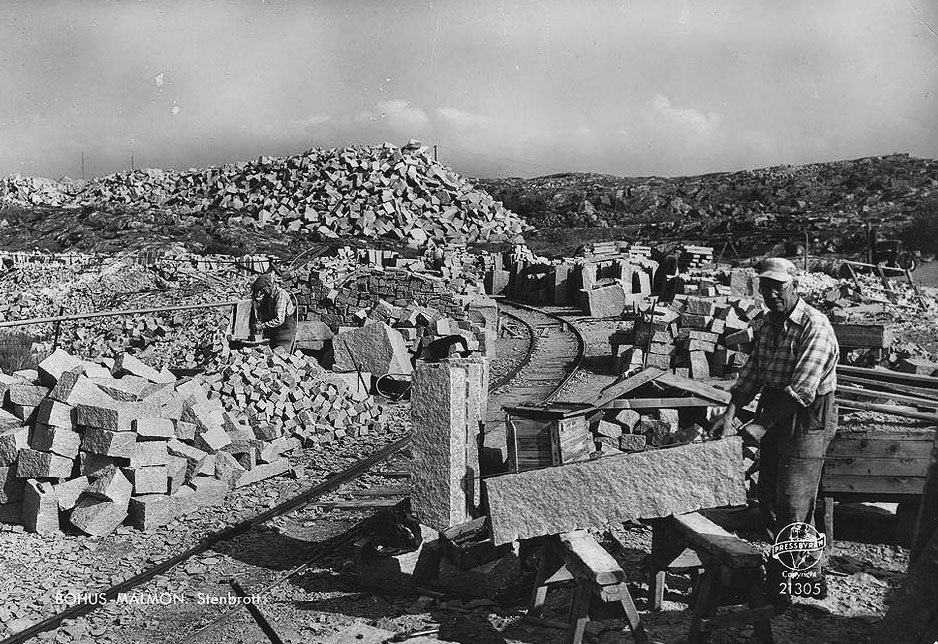
Kantstenshuggare på 1950-talet

Malmön har haft fiskarbefolkning åtminstone sedan 1500-talet. 1842 startades här Sveriges första granitstenhuggeri, som kom att prägla samhället för lång tid framöver. Företaget som startade stenindustrin på Malmön, blev så småningom Nordens största inom sin bransch, Kullgrens Enka. På 1930-talet gick stenhuggerinäringen kraftigt tillbaka, så även på Malmön, men den fortsatte ändå i minskad omfattning, och upphörde inte helt förrän 1977. Författaren Arne Lundgren har behandlat stenhuggartiden i flera romaner som också satts upp som teatersspel i Stallebrottet på Malmön 
Numera pendlar det stora flertalet av öns förvärvsarbetande till fastlandet, till vilket bilfärjeförbindelse finns sedan 1953. En decauvillejärnväg har funnits på ön för stenbrytningen, men är numera borttagen. För orten inrättades i Malmöns landskommun 20 april 1900 Malmöns municipalsamhälle som upplöstes 31 december 1959 efter att från 1952 tillhört Södra Sotenäs landskommun.
Malmöns kyrka flyttades till ön 1907 efter att ha nedmonterats vid bygget av Lysekils nuvarande kyrka. År 1909 bildades Malmöns församling, som 2010 uppgick i Södra Sotenäs Församling.

### Befolkningsutveckling
| Befolkningsutvecklingen i Malmön 1900–2020                                                                    | Befolkningsutvecklingen i Malmön 1900–2020 | Befolkningsutvecklingen i Malmön 1900–2020 | Befolkningsutvecklingen i Malmön 1900–2020 | Befolkningsutvecklingen i Malmön 1900–2020 |
| --- | ------------------------------------------ | ------------------------------------------ | ------------------------------------------ | ------------------------------------------ |
| |                                            |                                            |                                            |                                            |
| År |                                            |                                            | Folkmängd                                  | Areal (ha)                                 |
| 1900 | 1900                                       |                                            | 736                                        | †                                          |
| 1960 | 1960                                       |                                            | 548                                        |                                            |
| 1965 | 1965                                       |                                            | 471                                        |                                            |
| 1970 | 1970                                       |                                            | 435                                        |                                            |
| 1975 | 1975                                       |                                            | 414                                        |                                            |
| 1980 | 1980                                       |                                            | 319                                        | 39                                         |
| 1990 | 1990                                       |                                            | 282                                        | 40                                         |
| 1995 | 1995                                       |                                            | 292                                        | 44                                         |
| 2000 | 2000                                       |                                            | 257                                        | 44                                         |
| 2005 | 2005                                       |                                            | 228                                        | 47#                                        |
| 2010 | 2010                                       |                                            | 219                                        | 47#                                        |
| 2015 | 2015                                       |                                            | 260                                        | 106                                        |
| 2020 | 2020                                       |                                            | 267                                        | 106                                        |
| Anm.: Upphörde som tätort 2005. Åter tätort 2015. † Befolkning runt ett municipalsamhälle 1900. # Som småort. |                                            |                                            |                                            |                                            |

## Namnet
Namnet Malmön är första gången dokumenterat i skrift 1307. Orten och ön blir också i felaktiga sammanhang kallad Bohus-Malmön. Bohus-Malmön är endast postorten, som ändrades 1938 från Malmön Olofsholm (där poststationen då låg) till Bohus-Malmön, då poststationen flyttade till Fiskeläget på Malmön. Tillägget "Bohus-" tillkom före postnumrens tid. (Jämför med Bohus-Björkö – postadressen till ön Björkö i Öckerö kommun).

## Bilder

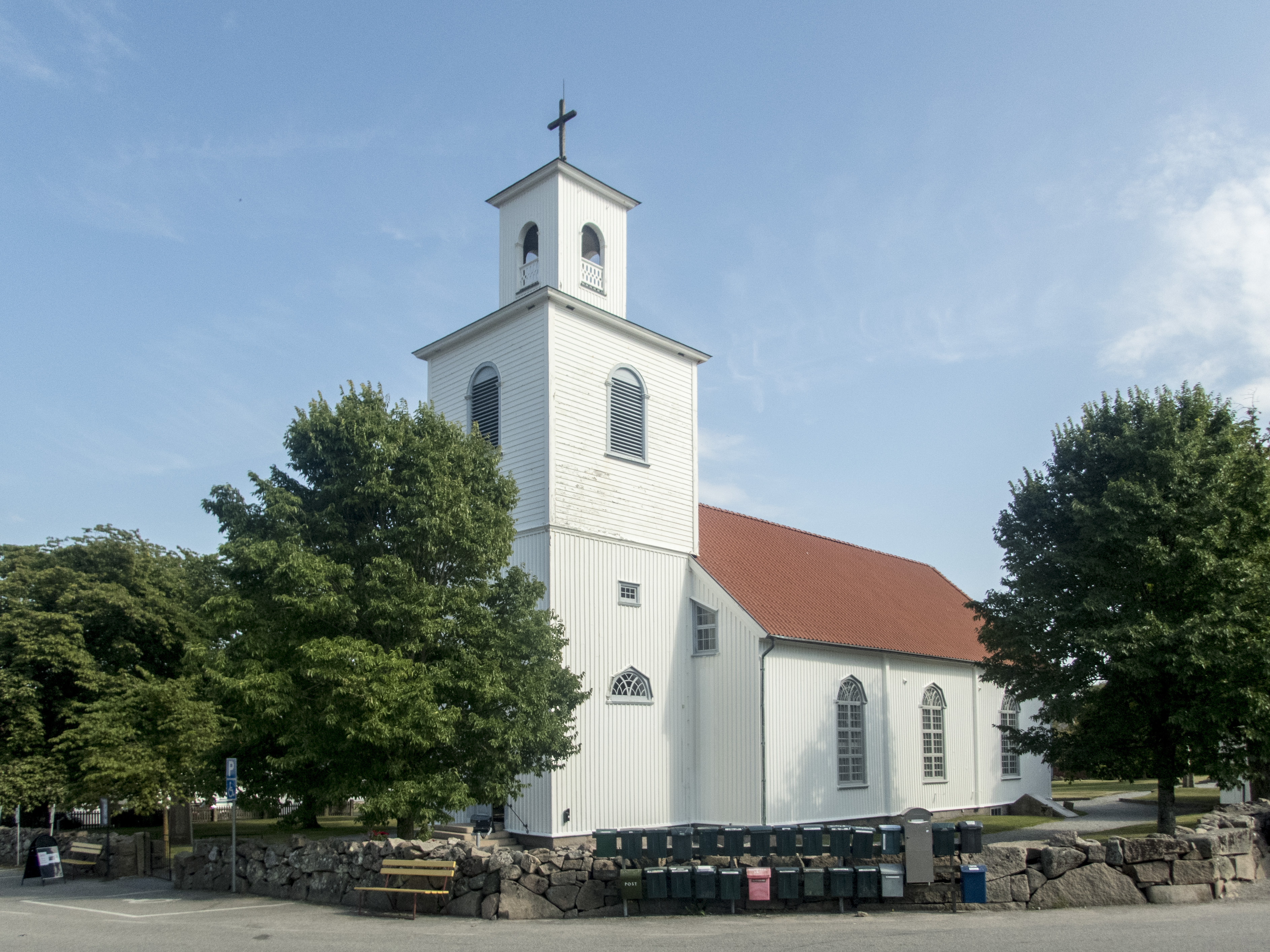
Malmöns kyrka
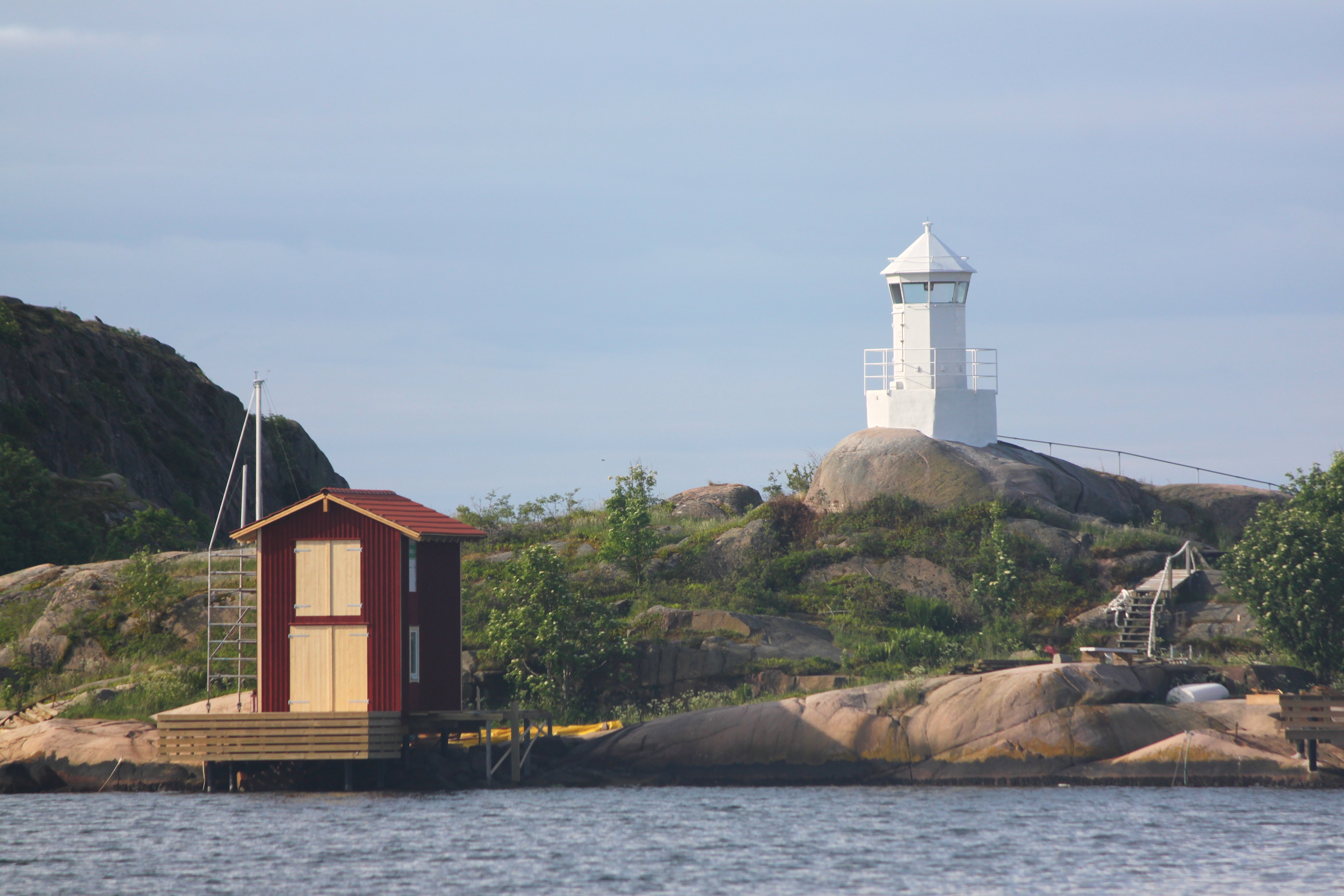
Snurrans fyr
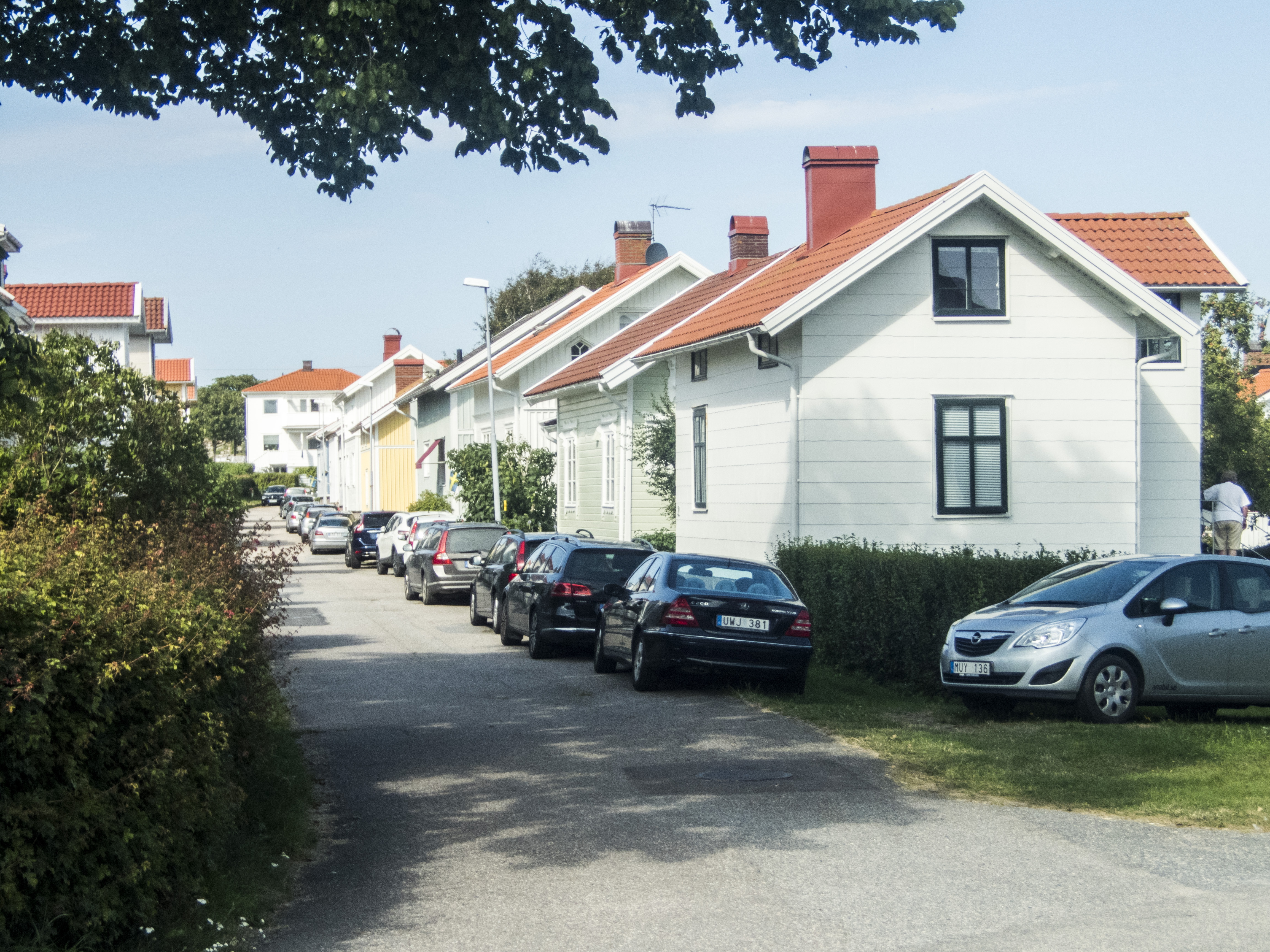
Trähusbebyggelse
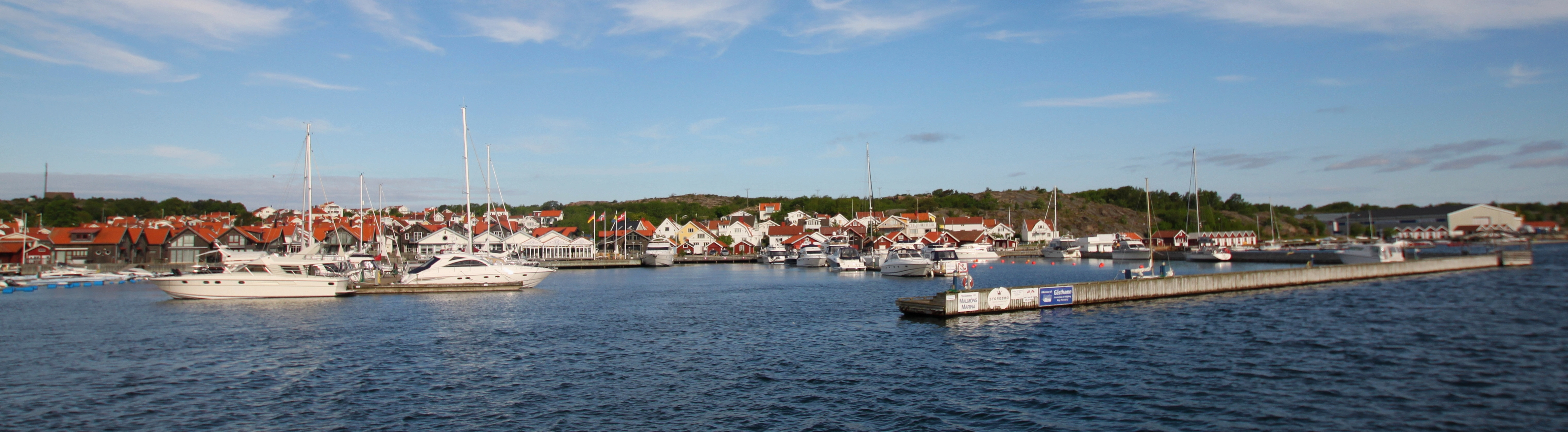
Panorama över hamnen

### Skönlitteratur
- Lundgren, Arne (1970). Stenriket. Stockholm: Norstedt. Libris 22083
- Lundgren, Arne (1972). Sillbrand. Stockholm: Norstedt. Libris 7151698. ISBN 91-1-725102-8
- Lundgren, Arne (2006). Sprickorna i fars händer. Lysekil: Fabian. Libris 10146304. ISBN 91-972174-3-3